# Église Saint-Médard de Chaudon
L’église Saint-Médard est située rue de l'Église dans la commune française de Chaudon du département d'Eure-et-Loir.

## Histoire

L'église Saint-Médard - Extérieur
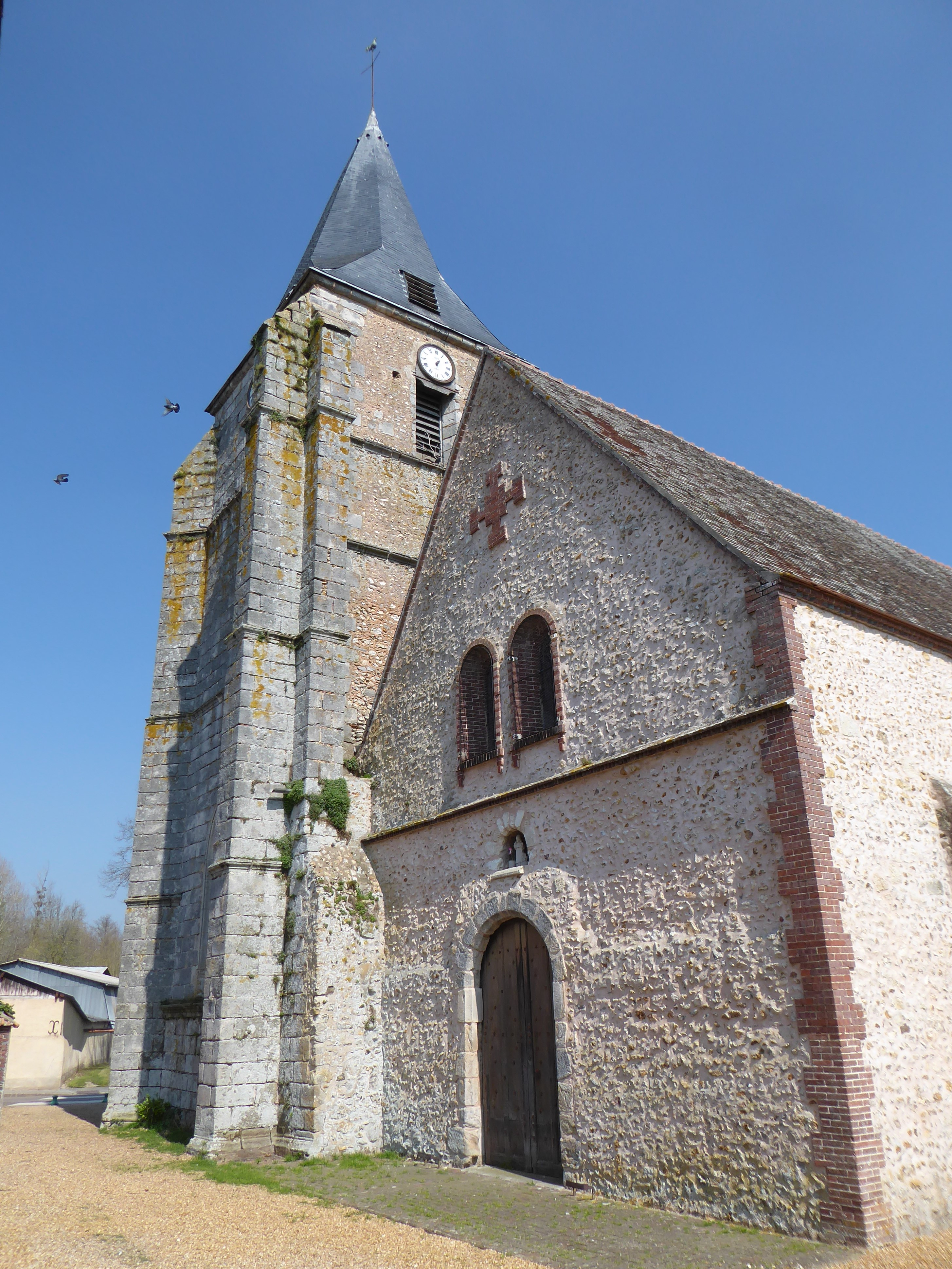
Façade ouest et clocher.
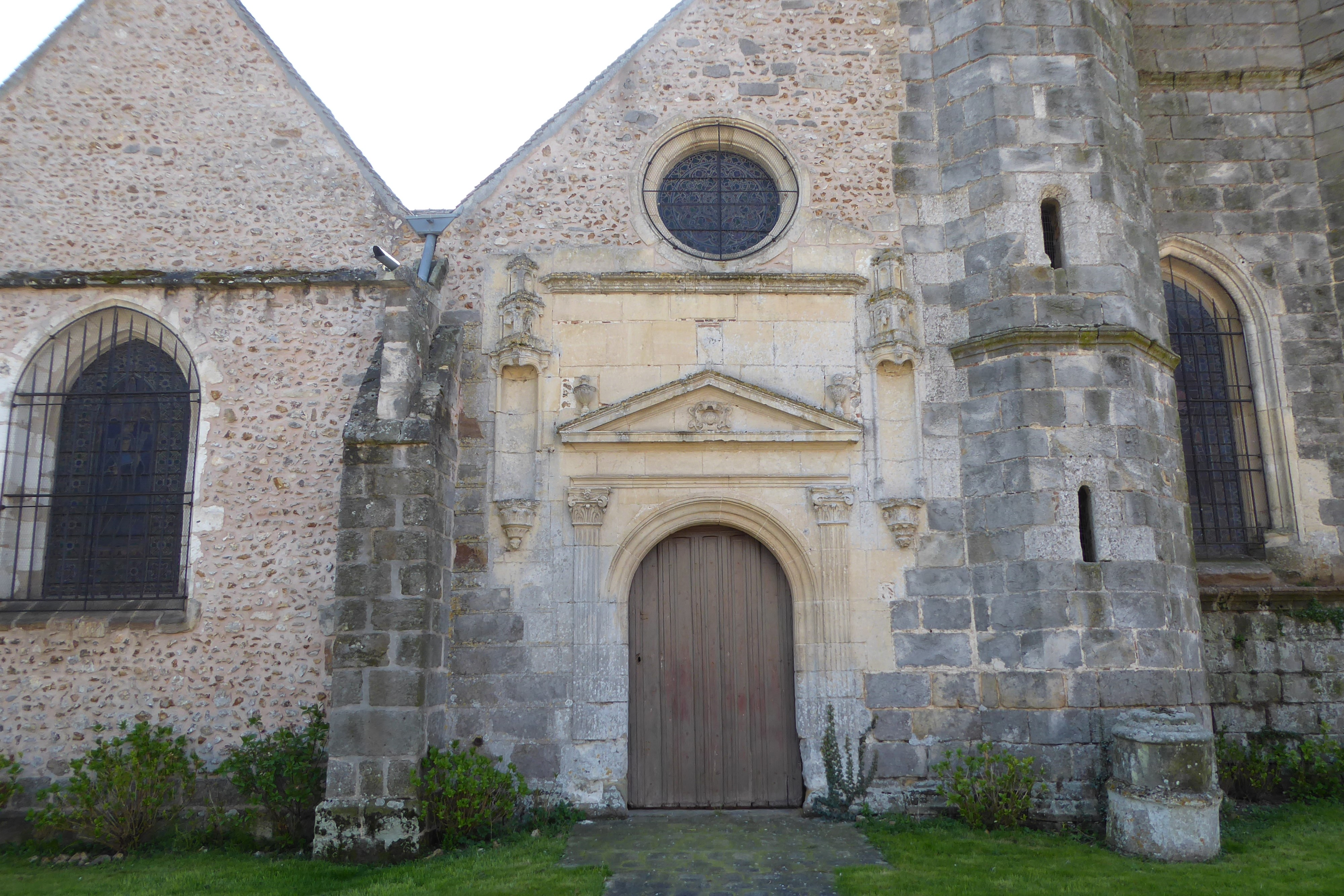
Porte du mur nord.
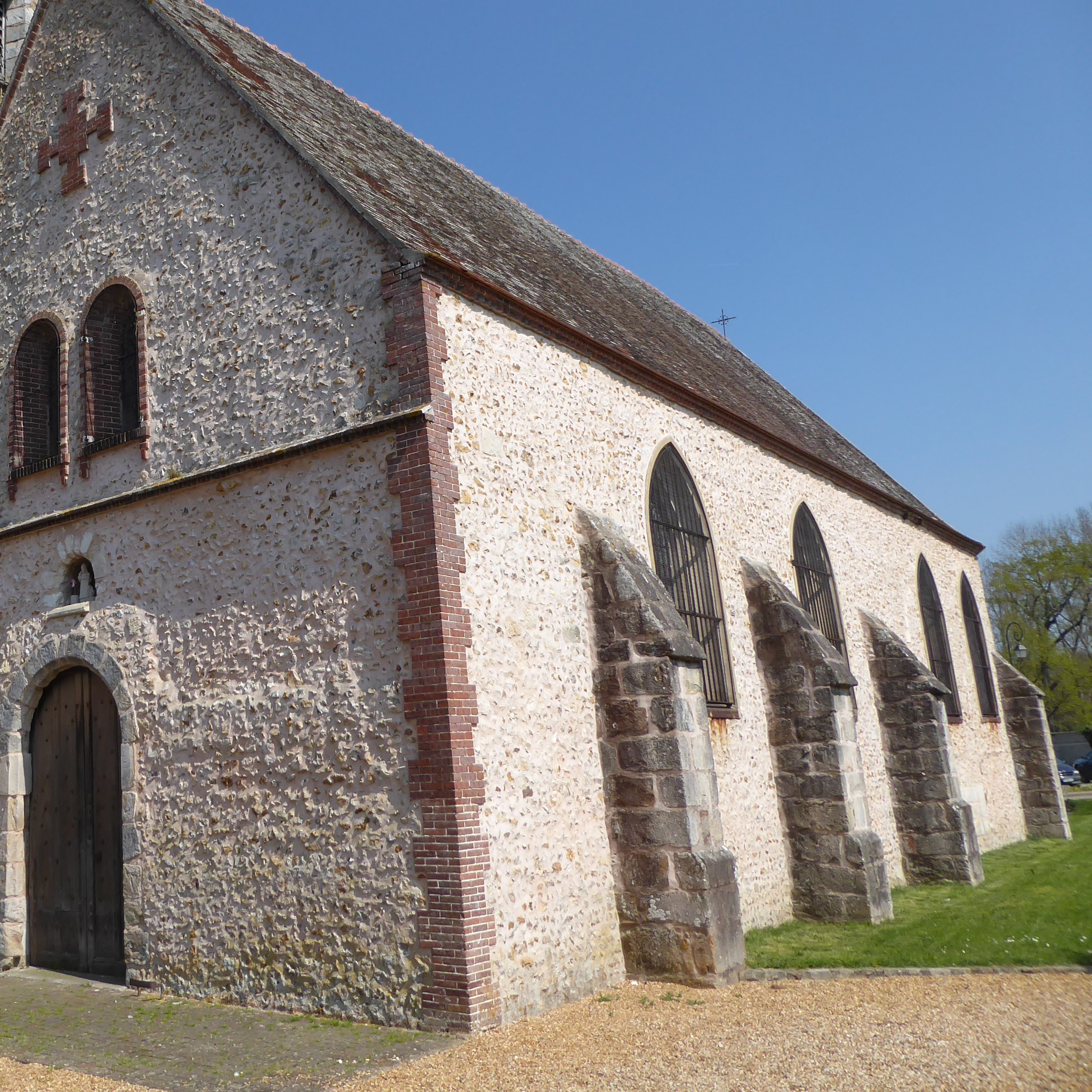
Mur sud.

## Paroisse et doyenné
L'église Saint-Médard de Chaudon fait partie de la paroisse Sainte Jeanne de France en Vallée de l'Eure, rattachée au doyenné de la Vallée de l'Eure.